# Pico da Hortelã
O Pico da Hortelã é uma elevação portuguesa localizada na freguesia de Santa Cruz da Graciosa, no concelho de Santa Cruz da Graciosa, ilha Graciosa, arquipélago dos Açores.
Este acidente geológico tem o seu ponto mais elevado nos 124 metros de altitude acima do nível do mar. Próxima a esta formação encontram-se os lugares do Rebentão e das Covas.